# Fusarium asiaticum
Fusarium asiaticum är en svampart som beskrevs av O'Donnell, T. Aoki, Kistler & Geiser 2004. Fusarium asiaticum ingår i släktet Fusarium och familjen Nectriaceae.   Inga underarter finns listade i Catalogue of Life.